# Saudação zogista

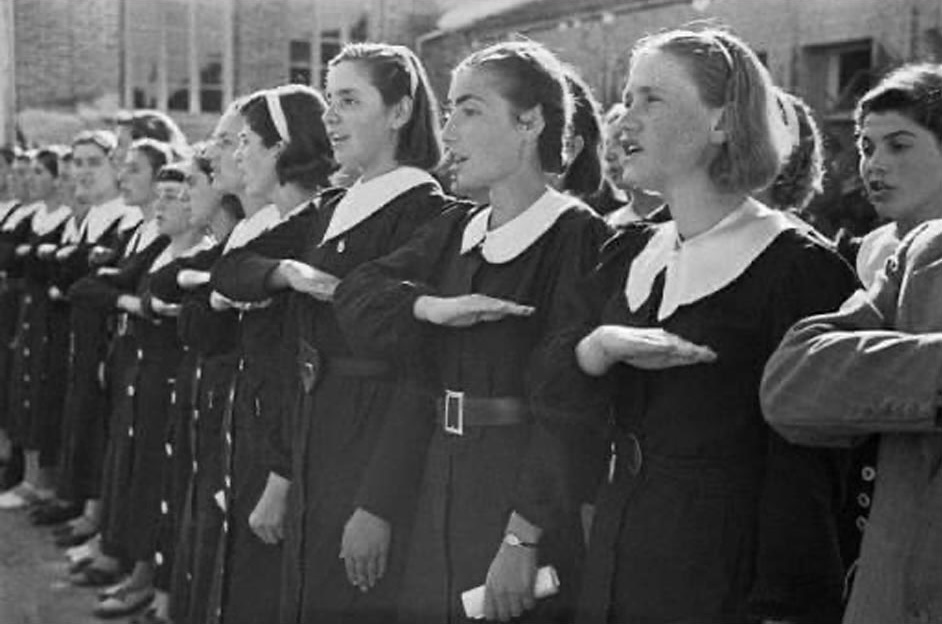
Jovens estudantes do Instituti Femnor "Nana Mbretneshë" realizando a saudação zogista

A saudação zogista (em albanês: Përshëndetja zogiste) é uma saudação militar nacionalista albanesa usada por civis em outros países.   A saudação é um gesto em que a mão direita é colocada sobre o coração, com a palma voltada para baixo.
A saudação ainda é popular entre os apoiadores modernos de Zog I e dos monarquistas albaneses em geral, e entre os nacionalistas albaneses do Balli Kombëtar. Sob o governo comunista do pós-guerra de Enver Hoxha, a saudação zogista foi usada pelos dissidentes como uma declaração anti-regime. 

## História

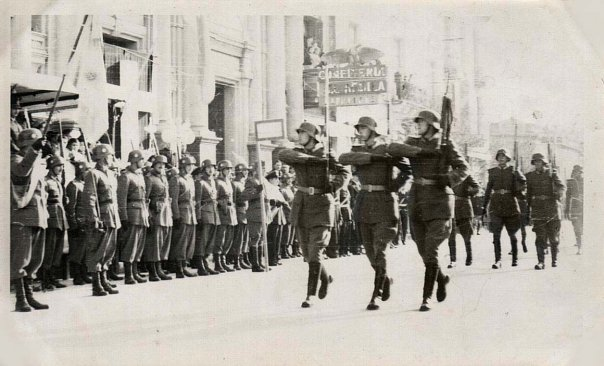
Soldados argentinos fazem uma saudação militar (saudações zogistas) à bandeira argentina.

O gesto distintivo foi instituído como uma saudação pelo Rei Zog I da Albânia. Foi amplamente utilizado pela primeira vez pela força policial pessoal do Rei Zog e mais tarde foi adotado pelo Exército Real Albanês. 
Leo Freundlich, austríaco de origens judaicas então a trabalhar para o estado albanês, quando confrontado com a saudação nazista "Heil Hitler", respondia com uma saudação "Heil Zogu", levando os diplomatas alemães a acreditarem que era uma saudação albanesa padrão.